# Málaga Sport Club
El Málaga Sport Club fue un club de futbol malagueño, fue creado en 1930, se fusionaría con el Malagueño FC en 1933 para crear el CD Malacitano.

## Historia
En 1921 fue federado el Málaga F.C. y disputaba sus encuentros en el Campo de la Playa de los Baños del Carmen.Parte de la directiva les abandonan y crean el Malagueño F.C.El 23 de agosto de 1922 inaugura el campo de los Baños del Carmen con un partido contra el Real España de Málaga ganando 11-1. En 1923 se inaugura el campo de La Calle Cristo de la Epidemia.El 11 de agosto de 1927 obtiene el título de real, gracias a que Alfonso XIII aceptó la presidencia de honor del Málaga F.C. convirtiéndose en el Real Málaga F.C. (esto debido a que las infantas veían los partidos) en 1929 se crea la Tercera división en donde queda 3.º, y tras la fuga de algunos jugadores (que se van al malagueño) se va a jugar al campo del cristo de la epidemia y debido a una crisis económica se Disuelve el Real Málaga fusionándose con él Sporting Club (equipo local de La Segalerva) y se crea el Málaga Sport Club perdiendo el Título de Real. Tras varios intentos fallando en el proceso, el 22 de marzo de 1933 el Málaga Sport club y el FC Malagueño se fusionan y crean el CD Malacitano. 